# Eupteryx praestabilis
Eupteryx praestabilis är en insektsart som beskrevs av Logvinenko 1966. Eupteryx praestabilis ingår i släktet Eupteryx och familjen dvärgstritar. Inga underarter finns listade i Catalogue of Life.